# ネイピア (小惑星)
ネイピア (7096 Napier) は、火星の軌道と交叉する軌道を持つ火星横断小惑星である。ロバート・マックノートがオーストラリアのサイディング・スプリング天文台で発見した。
スコットランド生まれの天文学者、作家、ビル・ネイピア（William M. Napier、Bill Napier、1940年生まれ) に因んで名付けられた。

## References
1. ↑  Minor Planet Center, Smithsonian Astrophysical Observatory, Cambridge, Mass. (1997). Minor Planet Circulars, Feb. 22. ISSN 0736-6884.